# 若菜みなみ
若菜 みなみ（わかな みなみ、1993年3月12日 - ）は、日本のAV女優。ティーパワーズ所属。
身長:155cm。スリーサイズ:B83(E)・W61・H86cm。血液型:A型。趣味:ショッピング。

## 略歴・人物
埼玉県出身。2014年7月にAVデビュー。

## 出演作品

### アダルトDVD
2014年
- 女の子しかいないお仕事だから欲求不満なんです、だからSEXがしたくて おっぱいも自信あるけどフェラチオはもっと気持ちいいですよ（7月11日、ホイップ）※デビュー作
- ズボズボ激ピストン! 絶頂バイブオナニー（7月13日、虎堂）
- “つけま”ひとつ。“カラコン”ひとつ。で テンションが決まる習性（7月24日、BALTAN）
- 子供を幼稚園へ送るのにわざわざミニスカで出歩く素人ママは欲求不満な証拠! 即ハメ、スキ見て、ゴム外し… イキのいいザーメンを子宮にドクドク流し込め!（8月1日、赫夜姫映像）
- 一般人カップル×真正中出し×連続射精ゲーム 「動かない彼氏を何回イカせてあげられる?」 “一切動いちゃいけない彼氏”を60分間で5回発射できたら100万円!!（8月7日、SODクリエイト）※「ゆうこ」名義
- 続・時間よ止まれ! 〜いつでもどこでもハレンチ天国〜 パート1（8月8日、V&Rプロデュース）
- 国民的アイドル M-girls 2 誘惑超絶大乱交4時間スペシャル 〜トップアイドル目指して酒池肉林のSEX接待〜（8月13日、MOODYZ）
- 淫語×愛液 クチュクチュオナニー 5（8月14日、虎堂）
- JKおまんこおっぴろげオナニー 3（8月14日、OFFICE K'S）
- JK花びらピンクサロン 2（8月14日、OFFICE K'S）
- 小便ぶっかけ手コキ（8月14日、OFFICE K'S）
- グラマラスな巨乳素人と3P（8月22日、S級素人）
- JKおまんこずぼずぼ指オナニー 3（9月5日、OFFICE K'S）
- 竿・金玉・アナルの究極3点同時責め! 下半身3点責め! Vol.2（9月5日、OFFICE K'S）
- AV女優のフェラチオを体験しませんか?（9月19日、SEX Agent）
- 1本1本丁寧に手でコキあげました。（9月19日、SEX Agent）

2015年
- アソコの神経を研ぎ澄ませ！ きき大人のオモチャ！2（4月23日、ATOM）